# Johann Friedrich Albinus
Johann Friedrich Albinus (* um 1748; † 27. Mai 1797 in Stettin) war ein deutscher Beamter.

## Leben
Johann Friedrich Albinus war der Sohn von Johann Gottfried Albinus (* um 1705; † vor 1767), Hofrat und Landsyndikus; er hatte noch einen Bruder sowie eine Schwester.
Er war verheiratet und hatte drei Kinder.
Er immatrikulierte sich an der Universität Frankfurt an der Oder und studierte dort vom 9. Oktober 1765 bis 1768; er beendete das Studium als Cand. iuris.
Er bewarb sich noch während des Studiums am 23. August 1768 als Referendar beim Kammergericht und mit Reskript vom 31. August 1768 wurde seine Prüfung angewiesen, worauf er am 3. Januar 1769 als Referendar angenommen wurde.
Am 11. Mai 1771 erfolgte seine Versetzung als Obergerichtsrat nach Stendal, dort folgte er Daniel Wilhelm Meyer (1747–1805), bis er im März 1773 zur Regierung nach Stettin versetzt wurde; dort verstarb er als Regierungsrat 1797. Sein Nachfolger war der spätere Regierungsvizepräsident Freiherr Carl Friedrich August von der Reck (1773–1851).